# Stammbergkapelle (Tauberbischofsheim)

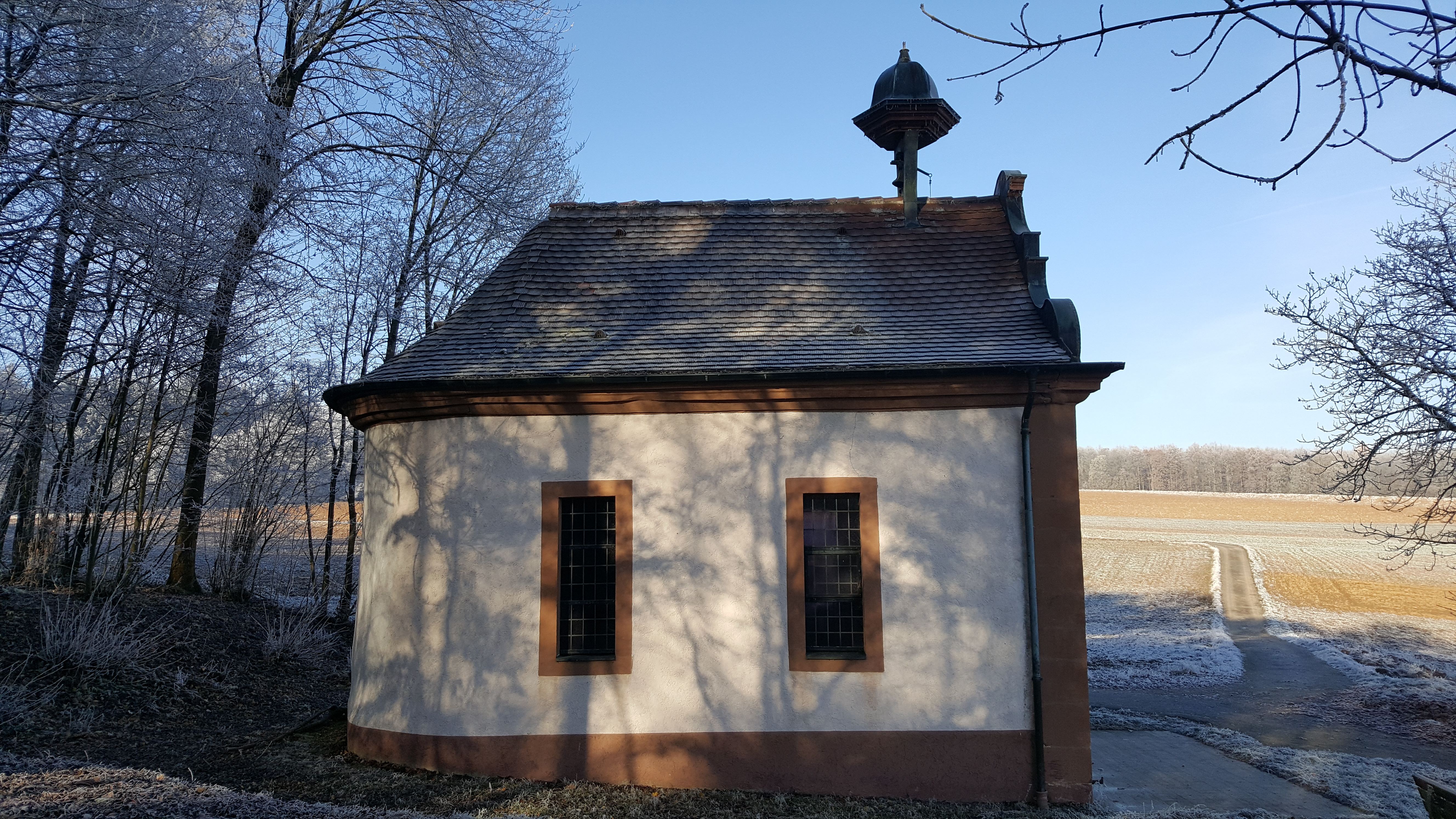
Die Stammbergkapelle im Winter (2016)

Die römisch-katholische Stammbergkapelle (auch Maria Schmerz-Kapelle oder Kreuzweg-Kapelle genannt) liegt auf dem Stammberg bei Tauberbischofsheim im Main-Tauber-Kreis in Baden-Württemberg.

## Geschichte
Der Stationenweg, welcher den Weg zur Kapelle leitet, reicht von seiner Historik bis ins Jahr 1772 zurück.

## Kirchenbau und Ausstattung

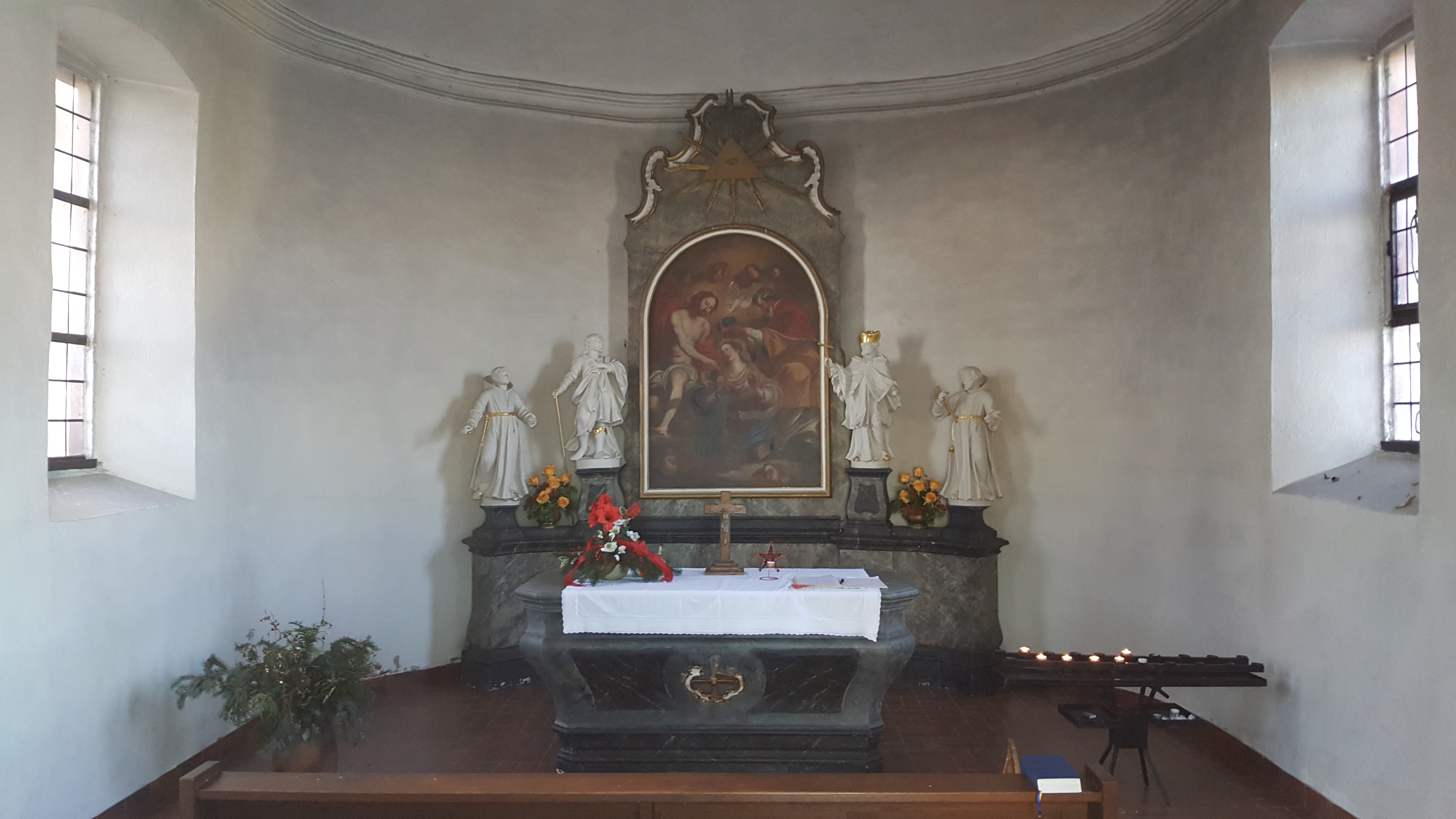
Apsis mit Altar

Die Stammbergkapelle verfügt über einen Apsis mit Altar.

## Kreuzweg
Ab dem Hotel St. Michael führt ein Kreuzweg mit sieben Stationen den Stammberg hinauf zur gleichnamigen Kapelle. Die sieben Schmerzen werden an den Kreuzwegstationen durch Schwerter, die in das Herz Marias stechen, symbolisiert. Das Gedächtnis der sieben Schmerzen Mariens knüpft an die Weissagung des Simeon an.